# Garrison Mathews
Garrison Mathews (Franklin, 24 ottobre 1996) è un cestista statunitense.

## Statistiche

### NCAA
| Anno      | Squadra         | PG  | PT  | MP   | TC%  | 3P%  | TL%  | RP  | AP  | PRP | SP  | PP   |
| --------- | --------------- | --- | --- | ---- | ---- | ---- | ---- | --- | --- | --- | --- | ---- |
| 2015-2016 | Lipscomb Bisons | 33  | 12  | 20,8 | 40,3 | 34,9 | 73,2 | 3,4 | 1,5 | 0,8 | 0,2 | 10,9 |
| 2016-2017 | Lipscomb Bisons | 32  | 32  | 31,3 | 45,8 | 35,2 | 72,6 | 5,6 | 2,3 | 0,8 | 0,2 | 20,4 |
| 2017-2018 | Lipscomb Bisons | 33  | 32  | 30,4 | 46,5 | 38,1 | 79,9 | 5,5 | 1,8 | 1,0 | 0,3 | 21,7 |
| 2018-2019 | Lipscomb Bisons | 36  | 36  | 30,1 | 44,3 | 40,3 | 86,0 | 5,5 | 1,9 | 0,8 | 0,3 | 20,8 |
| Carriera  | Carriera        | 134 | 112 | 28,2 | 44,6 | 37,4 | 78,9 | 5,0 | 1,9 | 0,9 | 0,2 | 18,5 |

#### Massimi in carriera
- Massimo di punti: 44 vs North Carolina State (27 marzo 2019)[1]
- Massimo di rimbalzi: 13 vs Kennesaw State (6 gennaio 2018)
- Massimo di assist: 7 vs Saint Peter's (18 novembre 2016)
- Massimo di palle rubate: 4 vs North Florida (6 febbraio 2019)
- Massimo di stoppate: 2 (3 volte)
- Massimo di minuti giocati: 42 vs South Carolina-Upstate (29 gennaio 2018)

### NBA

#### Regular Season
| Anno      | Squadra         | PG  | PT | MP   | TC%  | 3P%  | TL%  | RP  | AP  | PRP | SP  | PP   |
| --------- | --------------- | --- | -- | ---- | ---- | ---- | ---- | --- | --- | --- | --- | ---- |
| 2019-2020 | Wash. Wizards   | 18  | 0  | 12,6 | 42,9 | 41,3 | 91,2 | 1,3 | 0,6 | 0,4 | 0,1 | 5,4  |
| 2020-2021 | Wash. Wizards   | 64  | 24 | 16,2 | 40,9 | 38,4 | 88,4 | 1,4 | 0,4 | 0,5 | 0,1 | 5,5  |
| 2021-2022 | Houston Rockets | 65  | 33 | 26,3 | 39,9 | 36,0 | 79,4 | 2,9 | 1,0 | 0,9 | 0,4 | 10,0 |
| 2022-2023 | Houston Rockets | 45  | 0  | 13,4 | 35,3 | 34,2 | 91,1 | 1,4 | 0,5 | 0,5 | 0,1 | 4,8  |
| 2022-2023 | Atlanta Hawks   | 9   | 0  | 9,3  | 41,9 | 40,0 | 87,5 | 1,2 | 0,3 | 0,1 | 0,1 | 4,8  |
| 2023-2024 | Atlanta Hawks   | 66  | 5  | 15,0 | 45,6 | 44,0 | 81,0 | 1,4 | 0,6 | 0,3 | 0,1 | 4,9  |
| 2024-2025 | Atlanta Hawks   | 47  | 2  | 17,7 | 39,7 | 39,0 | 82,1 | 1,9 | 1,3 | 0,6 | 0,3 | 7,5  |
| Carriera  | Carriera        | 314 | 64 | 17,5 | 40,5 | 38,2 | 83,8 | 1,8 | 0,7 | 0,5 | 0,2 | 6,5  |

#### Play-off
| Anno     | Squadra       | PG | PT | MP  | TC% | 3P% | TL%  | RP  | AP  | PRP | SP  | PP  |
| -------- | ------------- | -- | -- | --- | --- | --- | ---- | --- | --- | --- | --- | --- |
| 2021     | Wash. Wizards | 3  | 0  | 5,7 | 0,0 | 0,0 | 80,0 | 0,7 | 0,0 | 0,0 | 0,0 | 1,3 |
| Carriera | Carriera      | 3  | 0  | 5,7 | 0,0 | 0,0 | 80,0 | 0,7 | 0,0 | 0,0 | 0,0 | 1,3 |

#### Massimi in carriera
- Massimo di punti: 28 vs Miami Heat (30 dicembre 2019)[2]
- Massimo di rimbalzi: 9 vs Minnesota Timberwolves (27 febbraio 2021)
- Massimo di assist: 4 vs New Orleans Pelicans (6 febbraio 2022)
- Massimo di palle rubate: 5 vs Miami Heat (8 marzo 2020)
- Massimo di stoppate: 3 vs Dallas Mavericks (23 marzo 2022)
- Massimo di minuti giocati: 41 vs Utah Jazz (2 marzo 2022)

### G League
| Anno      | Squadra          | PG | PT | MP   | TC%  | 3P%  | TL%  | RP  | AP  | PRP | SP  | PP   |
| --------- | ---------------- | -- | -- | ---- | ---- | ---- | ---- | --- | --- | --- | --- | ---- |
| 2019-2020 | Capital C. Go-Go | 17 | 13 | 25,9 | 34,0 | 30,4 | 80,0 | 2,0 | 1,4 | 1,0 | 0,3 | 11,4 |
| 2021-2022 | R.G.V. Vipers    | 2  | 2  | 32,5 | 36,0 | 27,3 | 87,5 | 5,0 | 1,5 | 1,5 | 0,0 | 19,5 |
| Carriera  | Carriera         | 19 | 15 | 26,6 | 34,3 | 29,9 | 81,1 | 2,3 | 1,4 | 1,0 | 0,3 | 12,2 |